# Abu (Yamaguchi)
Abu (阿武町?) è una cittadina giapponese nel Distretto di Abu, Yamaguchi, Giappone.
La cittadina è stata fondata il primo gennaio 1955.
Le è stato dedicato un minerale rinvenuto nelle vicinanze: l'abuite.